# Timàlia caragolet gorja-rogenca
La timàlia caragolet gorja-rogenca (Spelaeornis caudatus) és un ocell de la família dels timàlids (Timaliidae).

## Hàbitat i distribució
Habita el sotabosc a l'Himàlaia del nord-est de l'Índia, est del Nepal, Sikkim, Darjeeling i est Bhutan oriental.